# Ötvözet

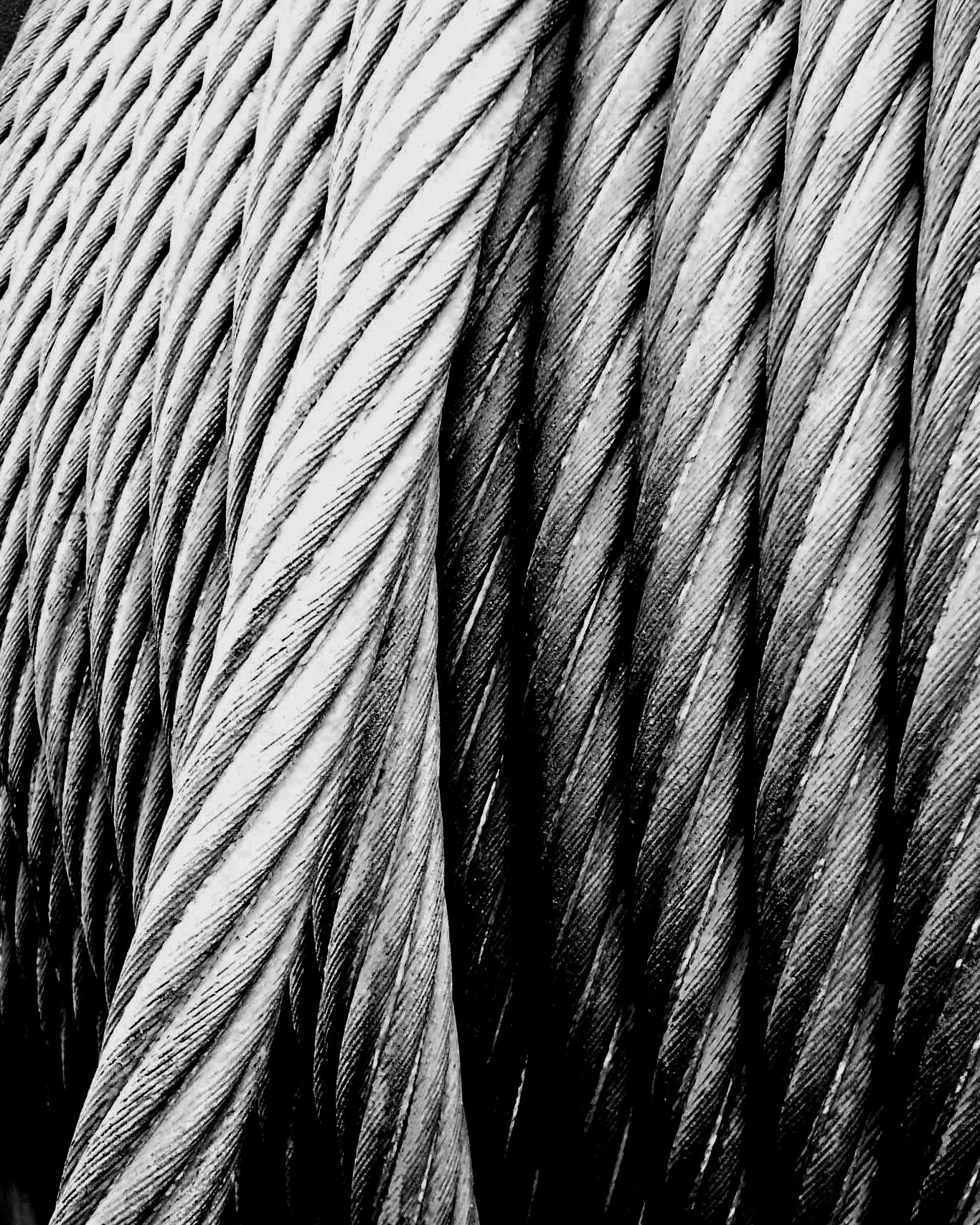
Az acél olyan fémötvözet, melynek fő alkotója vas, széntartalma 0,02–1,7 tömeg%.

Az ötvözet vagy régiesen ötvény olyan fémes anyag, amely legalább két kémiai elemből áll, amelyek közül legalább az egyik fém. Általánosságban az ötvözetek sem tekinthetők vegyületnek (inkább szilárd oldatok), bár bizonyos körülmények között az egyes ötvözők meghatározott arányban kémiai kötéseket alkotnak egymással. (Ennek tárgyalása a metallurgia hatáskörébe tartozik.)
Az ötvözés általában javítja a fém tulajdonságait.
Az acél például erősebb az alapfémnél, a vasnál. Az ötvözet fizikai tulajdonságai, mint a sűrűség, reakciókészség, rugalmassági modulus, elektromos és hővezető képesség nem feltétlenül mutatnak nagy eltérést az alkotóelemekéhez képest, de a mérnöki tulajdonságok, mint a szakító- és nyírószilárdság lényegesen különbözhetnek. Ezt esetenként az ötvözetben levő atomok különböző mérete okozza, mivel a nagyobb atomok nyomóerőt fejtenek ki a szomszédos atomokra, míg a kisméretű atomok húzóerővel hatnak a szomszédaikra, ami fokozza az ötvözet deformációval szembeni ellenállóképességét. Az ötvözetek tulajdonságai már kis mennyiségű ötvöző hatására is jelentősen megváltozhatnak. A félvezető ferromágneses ötvözetekben levő szennyezők például más tulajdonságot eredményeznek, ahogy azt elsőként White, Hogan, Suhl, Tian Abrie és Nakamura előre jelezték.
Az ötvözetek egy része két vagy több fém megolvasztásával és összekeverésével készül. A sárgaréz rézből és cinkből készített ötvözet. A bronz, melyet csapágyak, szobrok, díszek és harangok készítésére használnak fel, az ón és réz ötvözete.
A tiszta fémekkel ellentétben a legtöbb ötvözetnek nem egyetlen olvadáspontja van, hanem olvadási tartománya, amelyben az anyag szilárd és folyékony fázisok keveréke. Azt a hőmérsékletet, amelyen az olvadás megkezdődik, szolidusznak, amelyen befejeződik, likvidusznak nevezzük. De a legtöbb ötvözet esetén van az alkotóknak egy olyan aránya, amikor egyetlen (vagy ritkán két) olvadáspont létezik, ez az ötvözet eutektikus vagy eutektoidos elegye.

## Csoportosítás
Az ötvözetek csoportosíthatók az alkotók száma szerint. A két komponensű ötvözetet biner ötvözetnek, a három komponensűt terner ötvözetnek hívjuk és így tovább. Az ötvözetek csoportosíthatók aszerint is, hogy helyettesítéses (szubsztitúciós) vagy intersticiós ötvözetről van-e szó, a képződésük módjától függően. A szubsztitúciós ötvözetekben az alkotó elemek atomjai hasonló méretűek, így a kristályrácsban egyszerűen helyettesíthetik egymást. Ilyen (biner) helyettesítéses ötvözetre példa a cinkből és rézből álló sárgaréz. Intersticiós ötvözet akkor jön létre, ha az egyik alkotóelem atomja lényegesen kisebb a másiknál, és a kisebb atomok beférnek a nagyobb atomok közti (rácsközi) helyekre. Egy további lehetőség, hogy az elemek egy olyan kristályrácsot képeznek, ami nem hasonlít egyik összetevő kristályrácsához. Ez a kristályrács nagyon bonyolult. Így keletkeznek a nagyon kemény, rideg fémvegyületek, mint az Al2Cu, Mg2Si, Cu4Sn, Fe3C (cementit) és WC (volfrámkarbid).
A természetes ötvözetek geológiai folyamatok révén keletkeztek. Az ásványtani rendszerezésekben külön helyet kapnak az elemek és a szulfidok mellett.
Az ötvözőelemeket azért adják a fémhez, hogy tulajdonságaikat a kívánt irányba megváltoztassák, javítsák. A szennyezőanyagok viszont rontják ezeket a tulajdonságokat.
A vas és az acél technikai fontossága miatt az ötvözeteket vas- és nemvas ötvözetekre osztják fel. További szempontokat adnak az ötvözetképzés módjai és egyes ötvözetek különleges tulajdonságai.
- A természetes ötvözeteket geológiai folyamatok által jönnek létre, például az égitestek belsejében, ezért nincs szigorúan meghatározott összetételük és jól meghatározott tulajdonságaik sincsenek.
- A vasötvözetek az acélok és az öntöttvas; a széntartalom szerint tesznek köztük különbséget. Különösen fontosak a nemesacélok: ezek krómot és nikkelt tartalmaznak.
- Nemvas ötvözetek a nem vasalapú ötvözetek. Ilyenek például a sárgaréz, a bronzok, az amalgámok, az arany ötvözetei (fehér- és vörösarany),…
- A diffúziós ötvözetek úgy készülnek, hogy az ötvözőelem atomjai az alapfémbe diffundálnak. Különösen a periódusos rendszer kis rendszámú elemei hatolnak be az alapfémbe kis atomjaik miatt. A platinafémek térfogatuk több százszorosát tudják elnyelni hidrogénből. A legjobb példa a szén munkadarabok külső rétegébe diffundáltatása.
- Heusler-ötvözetek: ferromágneses ötvözetek, amik nem tartalmaznak vasat, nikkelt vagy kobaltot. Ilyen például a Cu2AlMn fémvegyület.
- Emlékezőötvözetek, amelyek átformálás után, ha felveszik az eredeti hőmérsékletüket, akkor visszanyerik az eredeti alakjukat.
- Fémporok összekeverésével, felhevítésével és összenyomásával olyan fémek is ötvözhetők, amik folyékony állapotban nem keverednek egymással. Sok volfrámötvözetet ezzel a módszerrel készítenek.

Az ötvözetek leírásához rendszerint az egyes fémek tömegszázalékát adják meg, kivéve például az aranyötvözeteket, amikben az arany arányát karátban adják meg, ahol egy karát 1/24-edet jelent. Ha mást nem mondanak, akkor az ötvözet többi része ezüst.
Például a CuZn 37 ötvözetben 37% a cink, és 63% a réz.

## Elnevezés
A gyakorlatban egyes alapfémekhez képest annyira túlsúlyban van az ötvözet felhasználása, hogy a fő alkotó fém nevét használjuk az ötvözet megnevezésére is. Például a 14 karátos arany az arany más elemekkel (jellemzően ezüsttel) alkotott ötvözete, a 8 karátos „aranynak” már csak egyharmada arany. Hasonló mód az ékszerészetben használt ezüst, és a szerkezeti építőanyagként alkalmazott alumínium is ötvözet.
Az alapfémtől jelentősen eltérő tulajdonságokkal bíró ötvözetek általában saját nevet kapnak, például a réz-nikkel ötvözeteket alpakkának vagy újezüstnek hívják.
A vídia volfrám- és titán-karbidból porkohászati eljárással előállított keményfémötvözet. Főleg különleges igénybevételnek kitett forgácsoló szerszámok (esztergakések, fúrók, húzógyűrűk) anyaga, de használják a mélyfúrásokhoz is. A vídia szó egy szóösszevonás, a német wie diamant (ejtsd: vi diamant) – mint a gyémánt – szavakból.

## Lásd még
- cro-mo, azaz króm-molibdén

## Fordítás
- Ez a szócikk részben vagy egészben  az   Alloy című angol Wikipédia-szócikk ezen változatának fordításán alapul.  Az eredeti cikk szerkesztőit annak laptörténete sorolja fel. Ez a jelzés csupán a megfogalmazás eredetét és a szerzői jogokat jelzi, nem szolgál a cikkben szereplő információk forrásmegjelöléseként.